# Christian Schütz (Grafiker)

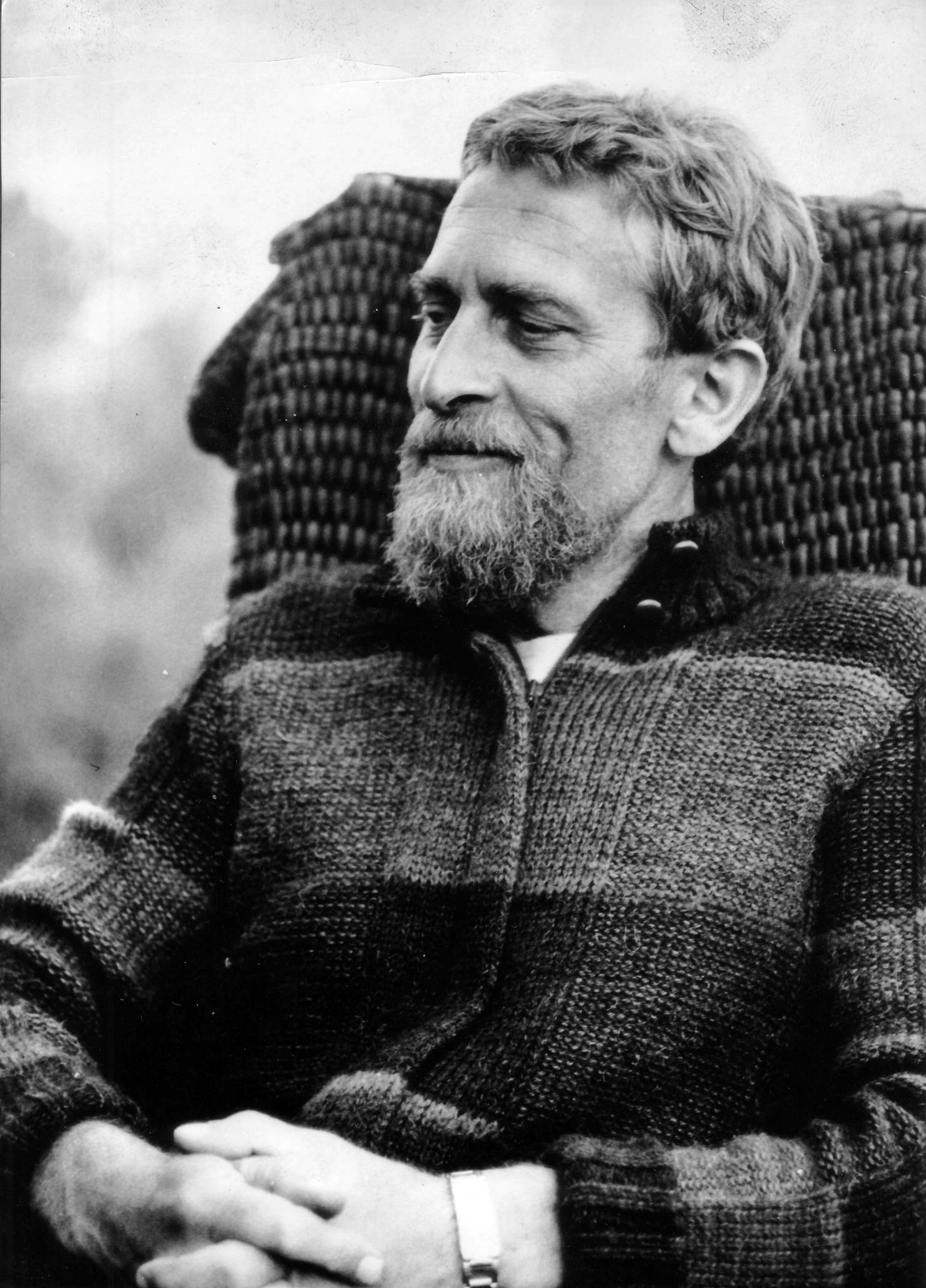
Christian Schütz, 1985

Christian Schütz (* 29. Januar 1941 in Berlin; † 18. Februar 2025 in Berlin) war ein deutscher Maler und Grafiker.

## Leben
Nach dem Verfassen eines politischen Essays im Alter von 16 Jahren wurde Christian Schütz ein Studium in der DDR verwehrt. Von 1959 bis zum Mauerbau 1961 studierte er an der Meisterschule für Graphik und Buchgewerbe, die 1971 in die Hochschule der Künste in West-Berlin eingegliedert wurde. Schütz heiratete im Oktober 1961  Beate Schwieder in Ost-Berlin. Der Mauerbau verhinderte einen Studienabschluss, er wurde Transportarbeiter bei KWO. Nach kurzer Anstellung bei der DEWAG war er von 1962 bis 1989 als freiberuflicher Künstler in der DDR tätig, u. a. mit Malerei, Fotografik und experimentellen Filmen für das Fernsehen der DDR, mit Bühnenbildern und Illustrationen. Seit 1998 liegt sein Schwerpunkt in der Entwicklung von digitalen Werkzyklen und digitaler Kunst. 2003 erfolgte die Anerkennung seiner politischen Verfolgung und die Rehabilitierung. 
Schütz lebte in Berlin-Karlshorst, war verheiratet und hinterlässt drei Kinder.

## Ausstellungen

### Einzelausstellungen
- 1984: Kulturbund, Ost-Berlin (erste Ausstellung nach langem politischem Verbot)
- 1989: Musiktheater im Revier, Gelsenkirchen
- 1995: Sparkasse, Hannover
- 2001: Galerie Maximus, Berlin
- 2002: McCain, Frankfurt/Main
- 2003: Galerie Wilhelmstraße, Berlin
- 2003: Olbia Airport (Italien)
- 2004: Kunsthalle Anklam, Anklam
- 2008: Galerie Gora, Montreal (Kanada)
- 2010: Galerie Hartmuth van Riesen, Berlin
- 2010: Art Place, Berlin
- 2011: Kassenärztliche Bundesvereinigung, Berlin
- 2012: Russisches Museum, Ludwig-Museum im Russischen Museum, St. Petersburg

### Gruppenausstellungen
- 1960: Ausstellung Unterm Funkturm, Berlin
- 2009: Teilnahme Biennale, Florenz (Italien)
- 2009: „Sounds of Art“, Kopenhagen (Dänemark)
- 2011: „Aviskar - East meets West“, Kalkutta (Indien)